# Змінні зорі

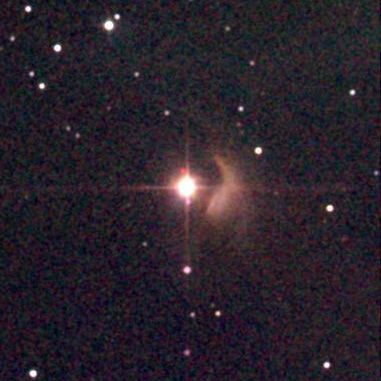
Молода зоря T Tauri — прототип змінної

Змі́нні зо́рі — зорі, у яких спостерігається зміна блиску з часом. Строго кажучи, блиск будь-якої зорі тією чи іншою мірою змінюється з часом. Але змінними називають лише ті зорі, у яких зміна блиску була надійно зафіксована на наявному рівні точності спостережень. При цьому під блиском розуміють блиск зорі за межами земної атмосфери, так що мерехтіння зір через турбулентність атмосфери не вважається змінністю.
Зміни блиску зір бувають як строго періодичними, так і нерегулярними. Вони описуються кривою блиску — залежністю видимої зоряної величини від часу. Зміни блиску можуть бути викликані пульсаціями зорі, затемненнями зір в подвійній системі, зоряними плямами, змінами прозорості зоряної атмосфери та іншими механізмами. Вибухи нових і наднових зір теж вважаються проявами змінності. Класифікація змінних зір включає багато класів й підкласів і в більшій мірі ґрунтується на спостережуваних особливостях кривих блиску, ніж на повному розумінні фізичних процесів, що викликають змінність. Кожна зоря може проявляти різні типи змінності на різних стадіях своєї еволюції.
Станом на 2022 рік Загальний каталог змінних зір містить понад 58 000 зір. Близько 11 000 змінних зір відкрито у найближчих галактиках, в тому числі понад 7 000 у Магелланових Хмарах та близько 1 200 — у Туманності Андромеди.

## Історія дослідження
Філософські уявлення, що існували в давнину, припускали, що зорі за своєю природою є постійними об'єктами, тому цілеспрямований пошук змінних зір не проводився. При цьому були відомі нові зорі, які зненацька з'являлися на небі, а через деякий час зникали, але їх не розглядали нарівні зі звичайними зорями, а вважали «зорями-гостями», як і комети. До нових зір також відносили і наднові. Відомості про такі об'єкти містяться як у стародавніх китайських, індійських та японських хроніках, так і в деяких європейських джерелах — ймовірно, одну з нових зір спостерігав Гіппарх.
Першою відкритою змінною зорею, окрім нових та наднових, була Міра (o Кита). У 1596 Давид Фабрицій помітив цю зорю, коли вона мала другу зоряну величину, і виявив, що її блиск поступово знижується. Потім вона перестала бути доступною для спостережень, і Фабрицій перестав стежити за цією ділянкою неба, але в 1609 знову виявив зорю. Її також спостерігав Йоганн Байєр у 1603 році і дав їй позначення Омікрон Кіта, але Байєру не було відомо про її змінність. Відкриття цієї зорі викликало велике зацікавлення, і за нею закріпилася назва Міра (від лат. mira — дивовижна). У 1667 році Ісмаель Буйо виявив періодичність у змінах блиску Міри.
Розповсюдженою є думка, що середньовічним арабським астрономам було відомо про змінність Алголя (𝛽 Персея). Ця гіпотеза ґрунтується на тому, що назва зорі в перекладі з арабської означає «чудовисько», але дослідники вважають такі відомості непідтвердженими й пояснюють назву зорі лише її розташуванням у сузір'ї — на тлі чудовиська (Медузи — у грецькій міфології, гуля — в арабській традиції). Достовірно змінність цієї зорі виявив Джемініано Монтанарі 1669 року.
Спочатку кількість відомих змінних зір зростала повільно. Так, у списку 1786 року, який склав Едвард Піготт, налічувалося 12 змінних, у списку Фрідріха Аргеландера 1844 року — 18, а в каталозі Едуарда Шенфельда 1875 року — 143 змінні зорі. Це число стало швидко зростати після поширення фотографії в астрономії приблизно з 1880-х років: до 1903 кількість відомих змінних зір досягла 1000, а до 1920 — 4000.
Велика кількість змінних зір була відкрита в Гарвардській обсерваторії, де Едвард Пікерінг відіграв важливу роль в організації спостережень, створив Американську асоціацію спостерігачів змінних зір та розробив схему класифікації змінних зір, яка вже мала деякі подібності до сучасної. 1908 року співробітниця Гарвардській обсерваторії Генрієтта Лівітт, дослідивши періоди 16 цефеїд у Малій Магеллановій Хмарі, відкрила залежність між їхніми періодами і світностями, що надалі дозволило використовувати цефеїди як «стандартні свічки» для вимірювання міжгалактичних відстаней.
Від 1918 року до закінчення Другої світової війни щорічним випуском каталогів змінних зір з ефемеридами займалося Німецьке астрономічне товариство. Після 1946 каталогізацією стали займатися радянські, а потім і російські астрономи в ДАІШ МДУ і в Інституту астрономії Російської академії наук. В 1948 Борис Кукаркін і Павло Паренаго опублікували перше видання Загального каталогу змінних зір, і відтоді каталог регулярно доповнюється новими об'єктами.
Одночасно розвивалось і розуміння природи змінних зір. Джон Гудрайк та Едуард Піготт у XVIII столітті вже припускали, що змінність Алголя викликана періодичними затемненнями яскравої зорі її тьмянішим супутником. Ідею про те, що пульсації зір можуть призводити до зміни їхнього блиску, вперше висунув Август Ріттер 1873 року, а близько 1915 року Харлоу Шеплі спостережно підтвердив, що деякі зорі дійсно пульсують. У той же час Артур Еддінгтон розробляв теорію, яка могла б пояснити пульсації, а безпосередній механізм пульсацій цефеїд відкрив Сергій Жевакін у 1950-х роках.

## Визначення
Спрощено можна вважати зорю змінною, якщо в неї з часом змінюється видима зоряна величина (блиск) без урахування причин цієї змінності. При цьому виключаються явища видимої змінності, пов'язані з атмосферою Землі: наприклад, мерехтіння зір або зміни прозорості атмосфери. Однак подібне визначення є занадто загальним: наприклад, всі зорі схильні до еволюції, але в абсолютній більшості випадків блиск змінюється занадто повільно, щоб зміни можна було помітити . Отже, визначення змінності необхідно певним чином обмежити.
По-перше, потрібно, щоб змінність можна було виявити з точністю, що досягається сучасними приладами спостереження. Це зокрема означає, що зорі, які вважалися постійними, можуть згодом стати змінними. Наприклад, на початку XX століття неможливо було виявити змінність з амплітудою менше 0,1 зоряної величини, і такі зорі вважалися постійними. Проте зараз відомо багато типів змінних, у яких амплітуда змін блиску не перевищує кількох сотих зоряної величини. Якщо зміни блиску спостерігалися лише в минулому, а в даний час перестали спостерігатися через те, що стали слабшими або взагалі припинилися, зоря все одно вважається змінною.
З цією вимогою пов'язано і те, що зміни блиску повинні проявлятися на невеликих проміжках часу. Наприклад, еволюція зір може призводити до великих змін блиску, але в абсолютній більшості випадків йде дуже повільно, і за всю історію спостережень із сучасною точністю не встигає достатньо проявитися. Лише в деяких випадках, наприклад, при спалахах наднових, еволюційні зміни виявляються спостережуваними. Також на початок XXI століття не виявлено змін блиску, пов'язаних зі зміною відстані до зорі, проте очікується, що з розвитком спостережної техніки та збільшенням часу спостережень така зміна теж буде виявлена.
Нарешті, змінними зорями прийнято вважати лише ті, у яких зміни блиску спостерігаються тільки в ультрафіолетовому, видимому або інфрачервоному діапазоні. Також у зорях іноді спостерігаються зміни у спектрі, які мають супроводжуватися фотометричною змінністю, оскільки методами фотометрії можна виділити окремі спектральні лінії. Тим не менш, зорю до змінних відносять тільки після того, як безпосередньо виявляють у неї фотометричну змінність.
Таким чином, змінними можна вважати ті зорі, у яких видимий блиск поза атмосферою в ультрафіолетовому, видимому або інфрачервоному діапазоні змінювався з такою амплітудою, щоб це було виявлено при досягнутій точності фотометричних спостережень за термін, в який проводилися спостереження відповідної точності. Хоч таке визначення й не затверджувалося Міжнародним астрономічним союзом, воно відповідає практиці складання каталогів змінних зір.

## Основні відомості
Змінність зір може бути викликана великою кількістю різних фізичних процесів. Характер змінності теж може бути різним: зміни блиску можуть бути як періодичними, так і нерегулярними, інтенсивність випромінювання може змінюватись як на мільйонні долі, так і в тисячі разів, а ці зміни можуть відбуватися як за долі секунди, так і за століття.
Змінність не є постійною властивістю зорі, а виникає і зникає на певних стадіях еволюції. Вивчення характеру змінності дозволяє визначати різні властивості зір, і якщо відома власна світність змінних певного типу, за спостереженням таких зір у зоряних системах можна визначати відстань до них, що робить деякі змінні гарними стандартними свічками.

### Криві блиску
Змінність зорі описується кривою блиску — функціональною залежністю видимої зоряної величини від часу, або, більш строго, часовим рядом відповідних спостережних даних. Кривою блиску також називають графічне представлення цих даних.
Зміни блиску можуть бути періодичними, і, наприклад, моменти максимуму або мінімуму можуть виражатися за формулою {\textstyle T_{E}=T_{0}+PE}. Тут {\displaystyle P} — Період змінності, {\displaystyle T_{0}} — початкова епоха, тобто момент довільного максимуму (здебільшого для затемнюваних зір) або мінімуму (здебільшого для пульсуючих), а {\displaystyle E} — кількість повних періодів, що минули з моменту {\displaystyle T_{0}}. Тоді можна говорити про фазу {\textstyle \Phi ={\Big \{}{\frac {T-T_{0}}{P}}{\Big \}}}, де {\displaystyle T} — момент спостереження з максимумом чи мінімумом блиску, а фігурні дужки позначають дробову частину числа. Тобто фаза — це доля періоду, що минула між останнім екстремумом блиску й поточним моментом часу. Фаза змінюється від 0 до 1 і часто зручно розглядати криві блиску, як залежності не від часу, а від фази.
Деяке розсіювання точок на кривій блиску може бути спричинене не тільки похибки вимірювань, але й неточністю у визначенні періоду чи варіацією періоду з часом. Якщо період зміни блиску приблизно відомий, то для його уточнення можна побудувати діаграму O-C: вона відображає різницю моменту максимуму блиску, що спостерігається ({\displaystyle O}, від англ. observed) та обчисленого за формулою {\textstyle T_{E}=T_{0}+PE} ({\displaystyle C}, від англ. calculated) залежно від {\displaystyle E}. Наприклад, якщо {\displaystyle T_{0}} і {\displaystyle P} визначені правильно та {\displaystyle P} не змінюється, то спостережуваний і обчислюваний момент завжди збігатимуться, і {\displaystyle O-C} завжди дорівнюватиме нулю. А якщо {\displaystyle P} визначено неправильно, то {\displaystyle O-C} зростатиме або спадатиме лінійно, на величину помилки з кожним максимумом. Якщо ж, наприклад, період змін блиску рівномірно зростає, то точки на діаграмі утворюватимуть параболу: з кожним максимумом {\displaystyle O-C} буде збільшуватися на все більшу величину.

### Вивчення
Офіційною каталогізацією та класифікацією змінних зір займається Загальний каталог змінних зір. Змінну зорю додають до цього каталогу лише після того, як її змінність була підтверджена. Також існують спеціальні каталоги для зір, змінність яких ще не підтверджена та перебуває під питанням. Усього відомі сотні тисяч зір Чумацького Шляху, змінність яких встановлена чи хоча б підозрюється, і ще десятки тисяч — в інших галактиках. До змінних зір відноситься й Сонце.
Вивчення змінних зір — одна з областей астрономії, в яку внесок можуть зробити астрономи-аматори: зокрема, вони нерідко відкривають нові змінні. Це пов'язано з тим, що через велику кількість змінних зір професіонали не можуть відстежувати їх усі, а деякі зі змінних змінюють свій блиск непередбачувано або тривалість їхніх змін дуже велика, що унеможливлює їхнє дослідження в рамках однієї спостережної програми. Часто астрономи-аматори координують свої спостереження один з одним. Одна з найбільш відомих подібних груп — Американська асоціація спостерігачів змінних зір.

### Позначення
Система позначень змінних зір, що склалася історично, дещо складна. Якщо змінна зоря не має позначення Байєра (як, наприклад, Дельта Цефея або Бета Персея), то її назва складається з буквенно-цифрового ідентифікатора та назви сузір’я в родовому відмінку (наприклад, Z Жирафи, BY Дракона або V4650 Стрільця). Перші 9 зір у сузір'ї як ідентифікатор отримують велику латинську літеру від R до Z. Наступні 45 відкритих зір отримують дволітерні позначення: спочатку від RR до RZ, потім від SS до SZ і так далі до ZZ. Далі йде 280 позначень від AA до AZ, від BB до BZ і так далі, до QQ QZ, причому літера J не використовується, щоб уникнути плутанини з буквою I. Така система дозволяє позначити по 334 змінних зорі в кожному сузір'ї, після чого йдуть цифрові позначення: V335, V336 і так далі.

## Класифікація змінних зір

Розташування деяких типів змінних зір на діаграмі Герцшпрунга-Рассела

Ідеальна схема класифікації змінних повинна за спостережними даними розділяти об'єкти з різними фізичними властивостями і групувати подібні, але цього важко досягти. Змінні зорі зручно досліджувати за їхніми кривими блиску і положенням на діаграмі Герцшпрунга — Рассела, що дозволяє виділити велику кількість типів змінних зір. Однак, наприклад, класичні цефеїди та цефеїди II типу, що відносяться до різних типів зоряного населення, таким чином розділити не вдається і для цього доводиться враховувати інші властивості зір. У той же час гіпотетична схема класифікації, яка розділяла б зорі за їхніми механізмами змінності, була б важка в практичному використанні.
Класифікація змінних зір розроблялася тривалий час, але ці розробки не координувалися, внаслідок чого існуюча класифікація є досить громіздкою та насамперед емпіричною. Системи класифікації, прийнятої Міжнародним астрономічним союзом, немає, і найрозповсюдженішою є схема, прийнята в загальному каталозі змінних зір. Вона враховує такі властивості зір, як криву блиску, температуру, світність та тип зоряного населення. Виділяються сотні типів та підтипів змінних, причому деякі зорі є унікальними і не можуть бути віднесені до жодного з типів. Іноді змінність різних типів може поєднуватися в однієї зорі.
Різні типи змінності зір можна віднести до однієї з двох великих груп: до фізичної змінності або геометричної. У першому випадку у зорі змінюється власна світність через будь-які фізичні процеси, такі як пульсації або скидання оболонок, що призводить до змін блиску. У другому випадку видимий блиск змінюється через зовнішні ефекти, наприклад, через покриття зорями одна одної або обертання зорі, покритої плямами.
Фізичні змінні зорі поділяються на пульсуючі, еруптивні та катаклізмичні змінні, а також рентгенівські подвійні. Серед геометричних змінних виділяють обертальні змінні зорі та затемнювані подвійні. У кожній із цих категорій, у свою чергу, також виділяють окремі типи змінності. Ці типи зазвичай називають за прототипом - відомою або типовою зорею свого класу. Наприклад, міриди отримали свою назву за Мірою, цефеїди - за Дельтою Цефея, а змінні типу RR Ліри - за RR Ліри.

### Пульсуючі змінні
Пульсуючі змінні змінюють свою світність через почергове розширення та стискання зовнішніх шарів та зміни їхньої температури. Мінімальний і максимальний радіуси зорі під час пульсацій можуть відрізнятися вдвічі, але зазвичай зміни розмірів не такі великі, й основний внесок у зміну світності дає зміна температури поверхні.
Незалежно від механізму, фундаментальний період коливань зорі {\displaystyle P} пов'язаний з її середньою густиною {\displaystyle \rho } як {\textstyle P\propto {\frac {1}{\sqrt {\rho }}}}. Оскільки тривалі спостереження здатні виявити навіть невеликі зміни періоду, то можна виміряти повільну зміну густини в результаті еволюції зорі. Крім пульсацій на фундаментальному періоді можливі пульсації на обертонах з іншими періодами. Пульсації можуть бути як радіальними — сферично симетричними, так і нерадіальними — в цьому випадку сферична форма зорі не зберігається.
Деякі типи пульсуючих змінних:
- Цефеїди, один із найважливіших типів пульсуючих змінних зір. Ці зорі - надгіганти спектральних класів F - K з періодами зазвичай від 1 до 50 діб та амплітудами 0,1-2,5m. Вони поділяються на два основних типи - класичні цефеїди і цефеїди II типу. Для обох типів існує залежність між періодом і світністю[62], яка дозволяє використовувати цефеїди як стандартні свічки: з періоду цефеїд можна визначати їхню абсолютну зоряну величину, і, порівнявши останню з видимим блиском, визначити відстань до зорі[63][64]. Завдяки високій світності цефеїди спостерігаються не тільки в нашій, але і в інших галактиках, і використовуються для визначення міжгалактичних відстаней[65].
- Змінні типу RR Ліри. Їхні періоди зазвичай становлять менше доби, а амплітуди менші, ніж такі у цефеїд. Ці зорі поширені в кулястих скупченнях і мають практично одну і ту ж абсолютну зоряну величину, тому також використовуються як стандартні свічки[66].
- Міриди - надгіганти спектральних класів M, S і C. Періоди їхніх пульсацій зазвичай становлять 100-500 діб, а типова амплітуда змін блиску - 6m.
- Повільні неправильні і напівправильні змінні. В них пульсації мають нерегулярний характер, а їхні причини поки що погано досліджені[67].

### Еруптивні змінні
Еруптивні змінні змінюють свій блиск різко та непередбачувано. Ці зміни викликані активністю або спалахами в хромосфері та короні, така активність нерідко супроводжуються посиленням зоряного вітру і втратами маси. Іноді до еруптивних змінних зараховують катаклізмічні змінні.
На відміну від інших категорій змінних зір, немає загального механізму, який викликає зміни блиску в усіх еруптивних змінних. У зір різних типів активність та спалахи пояснюються різними механізмами та погано вивчені.
До еруптивних змінних відносяться:
- Спалахуючі зорі (також відомі як змінні типу UV Кита), які є молодими помаранчевими карликами і ще частіше червоними карликами. Через збурення магнітних полів на поверхнях цих зір відбуваються спалахи, подібні до сонячних, але значно сильніші по відношенню до світності зорі — під час спалаху зоря може стати на 4—5 зоряних величини яскравішою, ніж зазвичай. Спалахи спостерігаються і в оптичному діапазоні, але особливо сильні на коротких хвилях: в ультрафіолетовому, рентгенівському та гамма-діапазонах, а також супроводжуються підвищенням потоку в радіодіапазоні. Спалах зазвичай досягає максимуму за кілька секунд, а на загасання йде від декількох хвилин до годин. Одна й та ж зоря може спалахувати кілька разів на добу [72]. Оскільки помаранчеві та червоні карлики становлять близько 90 % всіх зір, спалахуючі зорі - найпоширеніший тип змінних у нашій Галактиці[73].
- Оріонові змінні - група еруптивних змінних, що включає такі об'єкти, як фуори і зорі типу T Тельця. Усі ці об'єкти – молоді зорі, пов'язані з туманностями. Їхні зміни блиску мають неправильний характер і викликані нестабільностями в акреційних дисках[74].
- Змінні типу R Північної Корони відрізняються від більшості еруптивних змінних тим, що в звичайному стані вони знаходяться в максимумі блиску і непередбачуваним чином зменшують свій блиск в масштабах до 10 зоряних величин, після чого протягом кількох років повертаються до початкової яскравості[71][72].Крабоподібна туманість - залишок наднової зорі

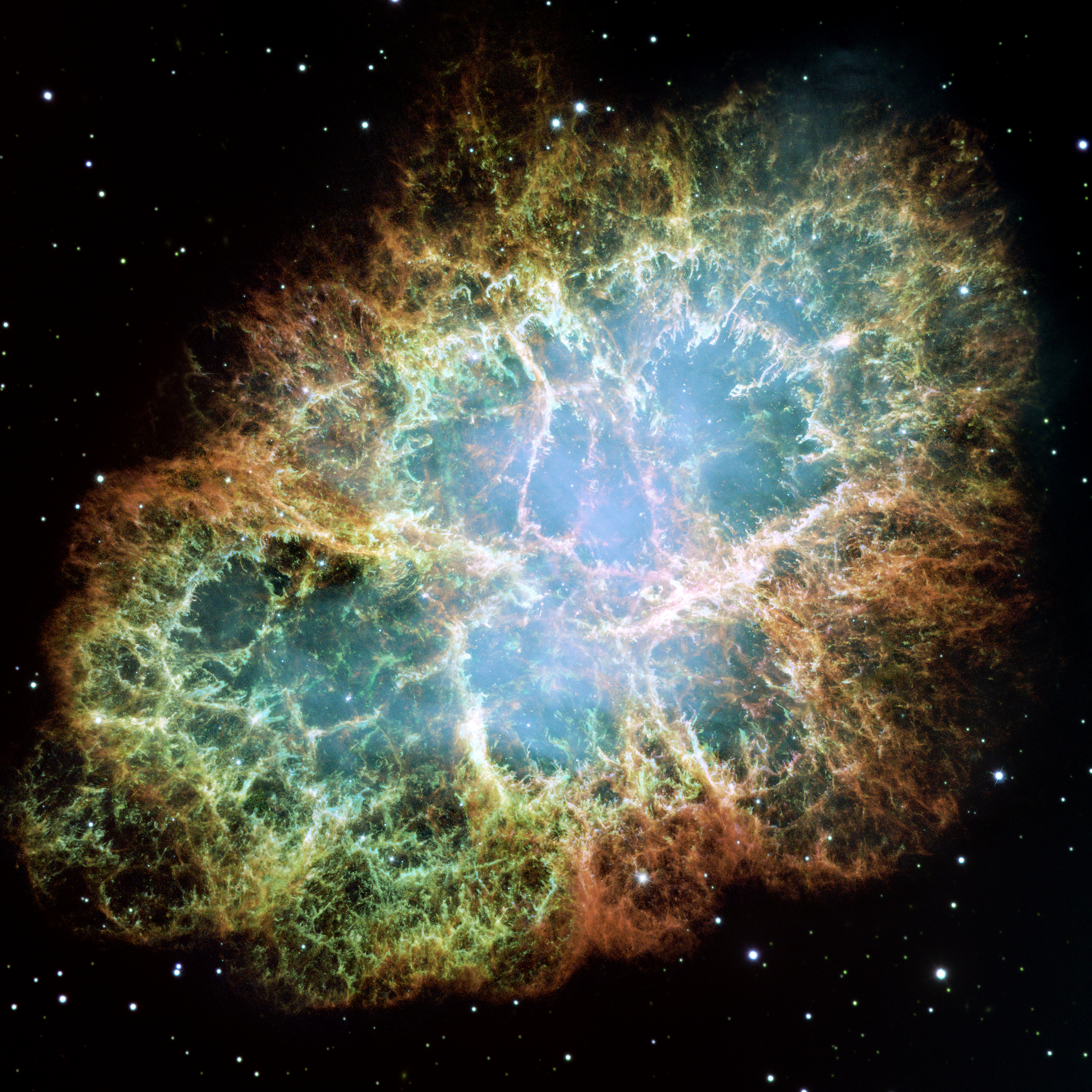
Крабоподібна туманість - залишок наднової зорі

### Катаклізмічні змінні
Зміни блиску катаклізмічних змінних спричинені термоядерними вибухами на поверхні або всередині таких зір. До катаклізмічних змінних також відносять зорі, у яких не виявлено термоядерних вибухів, але спостерігаються схожі криві блиску, або вони за деякими параметрами схожі на інші катаклізмічні змінні в мінімумі блиску. Такі зорі називають новоподібними, на противагу вибуховим, в яких відбуваються термоядерні вибухи. Більшість катаклізмічних змінних, включаючи новоподібні, являють собою тісні подвійні системи, де присутній білий карлик, на який перетікає речовина з другого компонента.
Підтипи катаклізмічних змінних:
- Наднові зорі під час вибуху на кілька тижнів досягають світностей порядку світності невеликих галактик (від -16m до -20m). Розрізняють два механізми їх спалахів. Спалахи наднових типу Ia відбуваються, коли в подвійній системі через перетікання речовини на білий карлик його маса перевищує межу Чандрасекара - тоді в ядрі білого карлика починаються термоядерні реакції за участю вуглецю, що призводять до руйнування зорі, викиду її речовини і короткочасного збільшення яскравості. Інші типи наднових виникають внаслідок колапсу ядра масивної зорі на пізніх стадіях її еволюції, при цьому також виділяється велика кількість енергії, а зоря руйнується[78][79].
- Нові зорі діляться на кілька типів, але всі мають подібні криві блиску з різким підвищенням яскравості і належать подвійним системам, де відбувається акреція речовини на білий карлик. 
  - Класичні нові при спалаху підвищують свій блиск на величину від 7m до 16m за кілька діб, а потім повільно повертаються до початкової яскравості. Хоча зоря при цьому не руйнується, спалахи класичних нових для кожної зорі за історію спостережень відбувалися лише одноразово, що пов'язано з дуже великим періодом повторення спалахів — понад 3000 років.
  - Повторні нові повторюють спалахи з періодом у кілька десятиліть, але блиск підвищується на меншу величину. Спалахи класичних і повторних нових пояснюються тим, що на поверхні білого карлика накопичується речовина, у ній починають швидко йти термоядерні реакції, через що підвищується світність і скидається частина оболонки, що спостерігається як спалах нової зорі.
  - Карликові нові підвищують блиск ще менше - на 2-6m, а спалахи повторюються з інтервалом менше року. Термоядерних вибухів на їхній поверхні не відбувається: зміна блиску в них пов'язана з нестабільностями в акреційному диску[80][81].

### Обертальні змінні

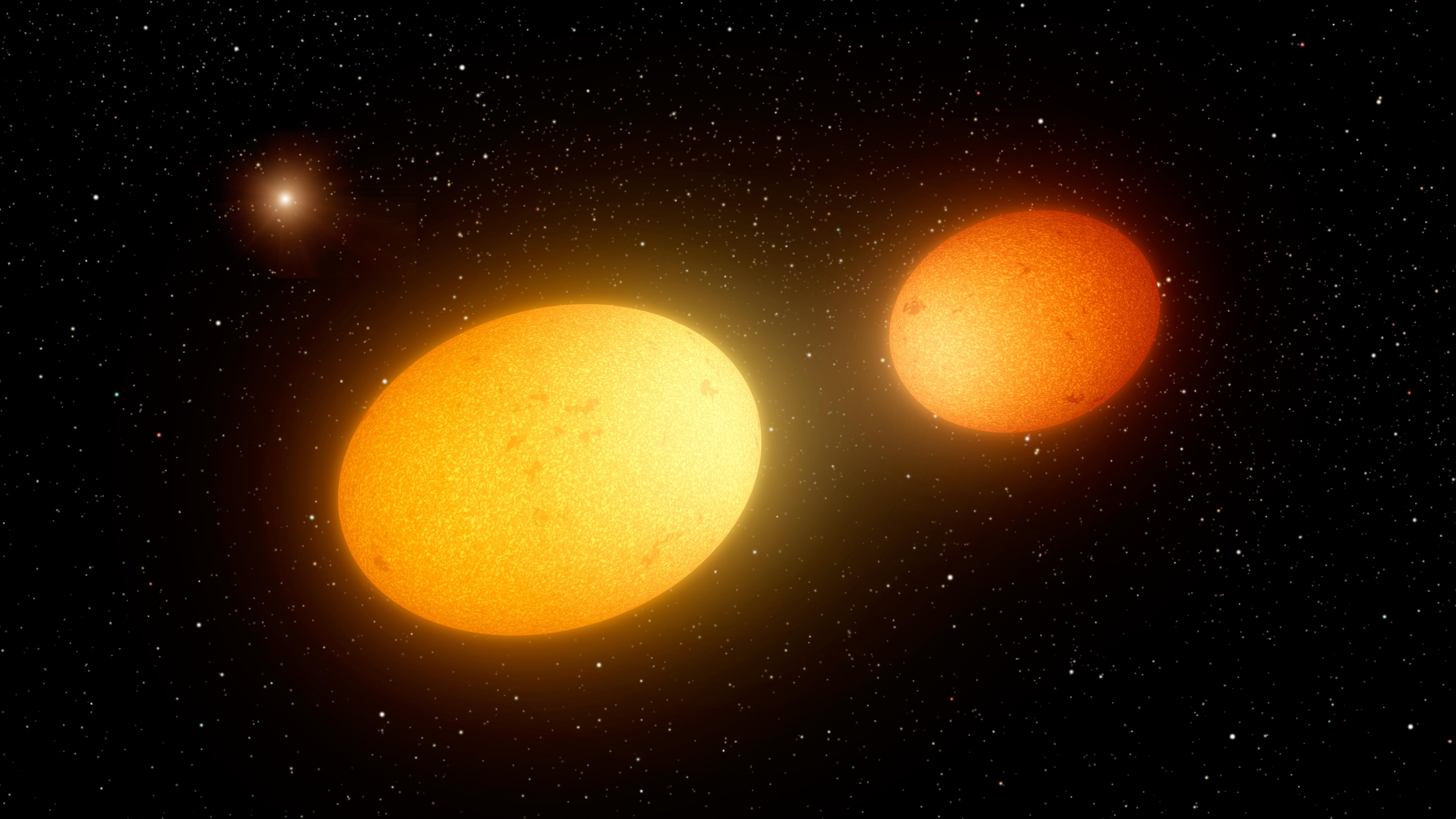
Еліпсоїдальні змінні у тісній подвійній системі в уяві художника

Обертальні змінні мають нерівномірний розподіл яскравості на поверхні або еліптичну форму, що може бути спричинене різними факторами, такими як наявність плям на поверхні зірки. При обертанні навколо осі їхній видимий блиск з погляду спостерігача змінюється.
Деякі типи обертальних змінних:
- Змінні типу BY Дракона - червоні та помаранчеві карлики, змінність яких пов'язана з плямами на їхній поверхні. Амплітуда їхніх змін блиску може досягати 0,3m, а період - від менш ніж доби до 120 днів. Змінні типу BY дракона часто є спалахуючими зорями.
- Змінні типу α² Гончих Псів - зорі головної послідовності зі спектральними класами B - A, що мають сильні магнітні поля, яке зумовлює нерівномірний розподіл на поверхні таких хімічних елементів, як залізо, кремній і хром. Їхні періоди зміни блиску варіюються від 0,5 до 160 діб, а амплітуди зазвичай не перевищують 0,1m[84][85][86].
- Еліпсоїдальні змінні знаходяться в подвійних системах, де зорі досить близькі одна до одної і через припливну взаємодію їхні форми відрізняються від сферичних. Внаслідок орбітального руху цих зір змінюється видима спостерігачем площа їхньої поверхні і, відповідно, яскравість. Період змінності еліпсоїдальних змінних збігається з орбітальним періодом системи, а амплітуда змінності не перевищує 0,1m[87][85][88].

### Затемнювані змінні

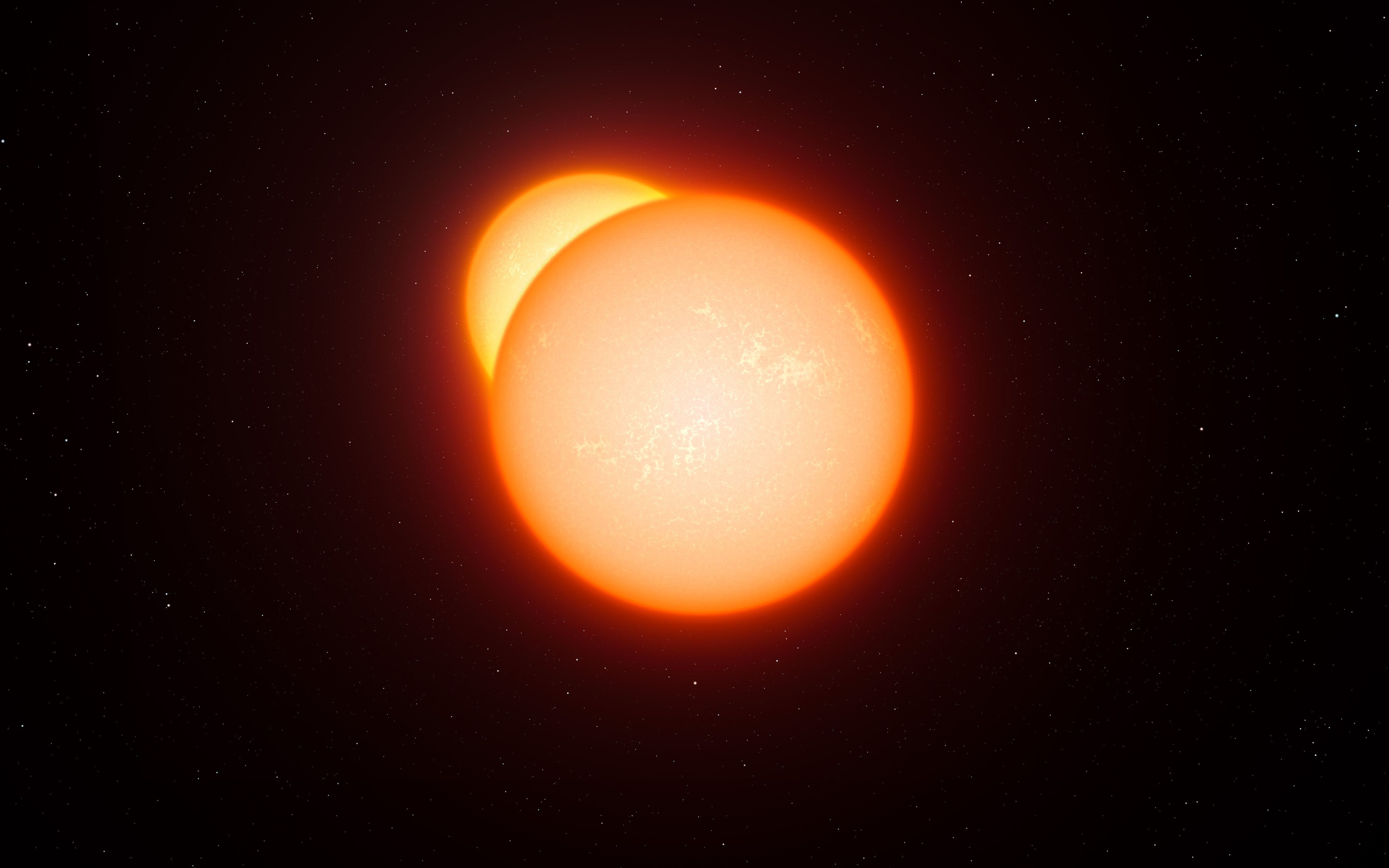
Затемнювана подвійна зоря в уяві художника

У затемнюваних подвійних системах періодично відбуваються покриття зорями одна одної, що призводить до зниження блиску системи на час покриття. Також до цього класу відносять зорі, у яких спостерігається проходження екзопланет диском зорі. Для спостереження таких покриттів або проходжень необхідно, щоб спостерігач знаходився досить близько до площини орбіти системи. Затемнювані подвійні можуть класифікуватися не тільки за видом загальної кривої блиску, але також і за фізичними характеристиками компонентів та за ступенем заповнення компонентами їх порожнин Роша. Проходження зір одна перед одною можуть чергуватись, тоді в кривій блиску буде два мінімуми різної глибини, або ж вторинний мінімум може бути відсутнім.
По виду кривих блиску можна виділити змінні типу Алголя, змінні типу Бети Ліри та змінні типу W Великої Ведмедиці:
- Змінні типу Алголя поза затемненням мають практично постійний блиск. Це означає, що обидві зорі в системі зобертаються достатньо далеко одна від одної і зберігають сферичну форму. Періоди таких систем можуть становити від 0,2 доби до більш ніж 10000 днів.
- Змінні типу Бети Ліри складаються з зір на ближчих орбітах. Припливні взаємодії роблять форму зір еліпсоїдальною, і крива блиску стає більш гладкою.
- Змінні типу W Великої Ведмедиці є тісними подвійними системами, де обидві зорі заповнюють свої порожнини Роша і контактують одна з одною, а мінімуми блиску практично рівні по глибині[93][92][94].

## Галерея
В Галереї наведені криві блиску кількох змінних зір різних типів, отримані за допомогою спостережень космічної обсерваторії TESS, сектор 59 (листопад-грудень 2022 року).
|  |  |
|  |  |